# Sparkasse Niederlausitz
Die Sparkasse Niederlausitz ist ein Kreditinstitut mit Sitz in Senftenberg im Bundesland Brandenburg. Ihr Geschäftsgebiet ist der Landkreis Oberspreewald-Lausitz.

## Organisationsstruktur
Die Sparkasse Niederlausitz ist eine Anstalt des öffentlichen Rechts. Rechtsgrundlagen sind das Brandenburgische Sparkassengesetz, die Sparkassenverordnung des Landes Brandenburg und die durch den Verwaltungsrat der Sparkasse erlassene Satzung. Organe der Sparkasse sind nach dem Sparkassengesetz der Verwaltungsrat und der Vorstand. Zusätzlich wurde ein Kreditausschuss gebildet.

## Geschäftsausrichtung und Geschäftserfolg
Die Sparkasse Niederlausitz betreibt als Sparkasse das Universalbankgeschäft. Sie ist Marktführer in ihrem Geschäftsgebiet.
Die Sparkasse Niederlausitz wies im Geschäftsjahr 2023 eine Bilanzsumme von 2,162 Mrd. Euro aus und verfügte über Kundeneinlagen von 1,843 Mrd. Euro. Gemäß der Sparkassenrangliste 2023 liegt sie nach Bilanzsumme auf Rang 224. Sie unterhält 20 Filialen/Selbstbedienungsstandorte und beschäftigt 293 Mitarbeiter.
Im Verbundgeschäft arbeitet die Sparkasse Niederlausitz mit der WestLB, der Landesbausparkasse NordOst, der DekaBank und der Feuersozietät Berlin Brandenburg AG zusammen.

## Geschichte
Keine Verbindung der heutigen Sparkasse Niederlausitz besteht zur gleichnamigen ständischen Flächensparkasse, deren Satzung die Landstände der Niederlausitz auf ihrem Landtag am 28. Juni 1824 in Lübben beschlossen hatten. Am Hauptsitz Lübben eröffnete diese Sparkasse Niederlausitz am 1. Oktober und eine Nebenkasse in Luckau am 9. Oktober des Jahres. Im Jahre 1943 ging die alte Sparkasse Niederlausitz in der Kreissparkasse Luckau auf. Diese Orte gehören heute zum Geschäftsgebiet der Mittelbrandenburgischen Sparkasse.
Die heutige Sparkasse Niederlausitz entstand im Jahr 1994 im Rahmen der Kreisgebietsreform in Brandenburg durch Fusion der Kreissparkasse Calau mit der Kreissparkasse Senftenberg. Diese beiden Vorgängerinstitute entstanden jeweils 1952 im Rahmen der Reorganisation der Sparkassen in der DDR.